# Babet
Babet, artiesten naam van Babette van Vugt  (Breda, 13 juni 1994), is een Nederlandse zangeres en songwriter. 
Ze deed mee aan The Voice Of Holland, zong voor een 40.000-koppig publiek op festival Tomorrowland, trad op tijdens de Formule 1 in Abu Dhabi, was special guest bij een optreden van Robbie Williams, en schreef nummers voor diverse buitenlandse artiesten. In 2016 bracht ze haar eerste nummer Like that you hate me uit, gevolgd door een tweetal nummers. In de zomer van 2020 bracht ze 2 tracks Chameleon en Third eye uit, gevolgd door 1 op een miljoen met Metejoor uit België. Dit was de eerste keer dat ze in haar eigen taal zong. Het lied behaalde een notering in de Top 40 in Nederland en bereikte de eerste plaats in de Ultratop 50 en een gouden plaat in België. 

## Biografie
Op jonge leeftijd speelde Babet al in musicals, leerde zichzelf piano en gitaar, bezocht kort de theaterschool en schreef zich in voor de Herman Brood Academie voor de richting Songwriting. In 2012 en 2015 deed ze mee aan de talentenshow The Voice of Holland. Ze begon met het schrijven voor artiesten in binnen- en buitenland, waardoor er veel kansen op haar pad kwamen. Zo reisde ze in 2018 af naar de VS waar ze samen met andere songwriters nummers schreef voor o.a. Demi Lovato, Pitbull en The Chainsmokers. Toch besloot Babet na een tijdje terug te keren naar Nederland om aan haar eigen carrière te werken.

## Discografie

### Singles
| Single met eventuele hitnotering(en) in de Nederlandse Top 40 | Datum van verschijnen | Datum van binnenkomst | Hoogste positie | Aantal weken | Opmerkingen                                |
| ------------------------------------------------------------- | --------------------- | --------------------- | --------------- | ------------ | ------------------------------------------ |
| 1 op een miljoen                                              | 2021                  | 13-03-2021            | 29              | 4            | met Metejoor / Nr. 56 in de Single Top 100 |

| Single met hitnotering(en) in de Vlaamse Ultratop 50 | Datum van verschijnen | Datum van binnenkomst | Hoogste positie | Aantal weken | Opmerkingen                                         |
| ---------------------------------------------------- | --------------------- | --------------------- | --------------- | ------------ | --------------------------------------------------- |
| 1 op een miljoen                                     | 29-01-2021            | 06-02-2021            | 1(1wk)          | 20*          | met Metejoor / Nr. 1 in de Vlaamse Top 50 / Platina |

## Referentie lijst
1. ↑  Brabantse Babet scoort nummer 1-hit in Vlaanderen: ‘Mijn oma's huilden van ontroering’. Brabants Dagblad. Gearchiveerd op 15 april 2021. Geraadpleegd op 15 april 2021.
2. ↑  J. J. Anisiobi, That's really not relevant: Robbie Williams shows off his dad dancing on The Voice of Holland. Mail Online (10 november 2012). Gearchiveerd op 10 februari 2021. Geraadpleegd op 15 april 2021.
3. ↑  Stichting Nederlandse Top 40, Metejoor Ft. Babet - 1 Op Een Miljoen. Top40.nl. Gearchiveerd op 14 april 2021. Geraadpleegd op 15 april 2021.
4. ↑  Metejoor feat. Babet - 1 op een miljoen. ultratop.be. Geraadpleegd op 15 april 2021.